# Vanhouttea bradeana
Vanhouttea bradeana är en tvåhjärtbladig växtart som beskrevs av Frederico Carlos Hoehne. Vanhouttea bradeana ingår i släktet Vanhouttea och familjen Gesneriaceae. Inga underarter finns listade i Catalogue of Life.